# Reginald Lisowski
Reginald Lisowski, (* 11. Juli 1926 in South Milwaukee, Wisconsin; † 22. Oktober 2005 ebenda), besser bekannt unter seinem Ringnamen The Crusher, war ein US-amerikanischer Wrestler. Lisowski ist Mitglied der WCW Hall of Fame, der Professional Wrestling Hall of Fame und der Wrestling Observer Newsletter Hall of Fame.

## Karriere
Nachdem Lisowski in seiner Jugend an der South Milwaukee High School American Football gespielt hatte, entdeckte er während seiner Militärzeit in Deutschland seine Vorliebe für professionelles Wrestling und bestritt seinen ersten professionellen Kampf 1949. Tagsüber führte Lisowski verschiedene Arbeiterjobs aus, um abends in den Ring zu steigen. 1954 brachte ihn der Promotor Fred Kohler ins TV. Mit blond gefärbten Haaren markierte Lisowski den lauten, kräftigen Burschen, der schließlich mit seinem Partner Art Nielson die NWA World Tag Team Championship in Chicago gewann.
Weitere Tag-Team-Erfolge konnte Lisowski zusammen mit Stan Holek, der als Stan Lisowski seinen Bruder spielte, feiern. Bis 1965 wurde „Crusher“ Lisowski in der American Wrestling Association als Heel vermarktet. Nach einem Sieg über Larry Hennig und Harley Race wandelte sich Lisowski, mittlerweile im Tag Team mit Dick the Bruiser unterwegs, zu einem Publikumsliebling. Neben seinem beeindruckenden Körperbau bestand Lisowskis Spiel darin, vor und während des Kampfes lauthals zu prahlen und zu toben. Während des Kampfes steckte er eine Menge an Schlägen ein, um dann überraschend den Sieg einzufahren. In 15 Jahren gewann das Duo unter anderem 5 mal die AWA World Tag Team Championship, 6 mal die WWA Tag Team Titles sowie den NWA International Tag Team Title.
In Anspielung auf den Werbespruch des Bierproduzenten Schlitz, „The Beer That Made Milwaukee Famous“ wurde Crusher als „The Wrestler That Made Milwaukee Famous“ angekündigt und gewann 1963 zum ersten Mal die AWA World Schwergewichts-Meisterschaft gegen Verne Gagne. Seine Prahlerei im Ring wurde weiter ausgearbeitet, er nannte seine Gegner „Truthahnhälse“ und fragte „How 'bout' dat?“. Lisowski wurde als rauchender und raufender Trunkenbold mit einem gewaltigen Bierkonsum dargestellt.
Während eines Kampfes 1981 gegen Jerry Blackwell um den Spitznamen „Crusher“ verletzte sich Lisowskis bei einem misslungenen Top-Rope-Move Blackwells. Lisowski erlitt Nervenschäden an Schulter und Handgelenk. 1983 kehrte er in den Ring zurück, um gemeinsam mit Baron von Raschke, Jerry Blackwell und Ken Patera in einem Titelkampf den World Tag Team-Titel der AWA zu gewinnen. Im August 1984 verloren sie den Titel an die Road Warriors. Mitte der 1980er Jahre wechselte Lisowski in die WWF, wo er bereits in den 1960er Jahren gegen Johnny Valentine gekämpft hatte.
Das letzte aufgezeichnete Match des Crushers fand am 15. Februar 1988 bei einer WWF-Show in Omaha mit Ken Patera in einem Tag-Team Match gegen Demolition statt.
1998 war Lisowski im Publikum neben Mad Dog Vachon bei WWF Over the Edge zu sehen. Nach einigen Beleidigungen seitens des Moderators Jerry Lawler über das hohe Alter der beiden ehemaligen Wrestler verprügelt Lisowski Lawler mit Vachons Beinprothese.
Aufgrund zahlreicher mehrerer Operationen an Hüften, Knien, Herz und Hirn war Lisowski teilweise gelähmt. Die letzten Monate seines Lebens verbrachte er in einem Pflegeheim und musste künstlich ernährt werden. Am 22. Oktober 2005 starb Lisowski im Alter von 79 Jahren an einem Hirntumor.

## Sonstiges
- 1964 veröffentlichte die Garage-Rock-Band The Novas den Song The Crusher, in dem sie den typischen Kampfschrei des Wrestlers nachahmten. Der Song wurde unter anderem von The Cramps und Hasil Adkins gecovert.[6]
- The Ramones besangen in dem gleichnamigen Lied The Crusher einen Kampf zwischen Ivan Koloff und Lisowski.[7]
- Neben einigen Werbespots spielte Lisowski 1974 in dem Film The Wrestler mit.
- 2019 ehrte South Milwaukee Lisowski mit der Enthüllung einer bronzenen Statue, auf dem der Wrestler ein Bierfass trägt.[8]

## Erfolge

### Titel
- Fred Kohler Enterprises
  - NWA World Tag Team Championship (Chicago version) (1× mit Art Neilson, 2× mit Stan Lisowski)

- Georgia Championship Wrestling
  - NWA Georgia Tag Team Championship (mit Tommy Rich)

- Japan Wrestling Association
  - NWA International Tag Team Championship (mit Dick the Bruiser)

- Maple Leaf Wrestling
  - NWA Canadian Open Tag Team Championship (mit Stan Lisowski)

- National Wrestling Alliance
  - NWA United States Television Championship

- American Wrestling Association
  - AWA Brass Knuckles Championship
  - AWA World Heavyweight Championship (3×)
  - AWA World Tag Team Championship (5× mit Dick the Bruiser, 1× mit Verne Gagne, 1× mit Red Bastien, 1× mit Billy Robinson, 1× mit Baron von Raschke)
  - NWA World Tag Team Championship (Minneapolis Version) (2× mit Stan Lisowski)
  - (Minneapolis) British Open Tag Team Championship (mit Stan Lisowski)
  - World Heavyweight Championship (Omaha version)
  - Nebraska Heavyweight Championship

- Western States Sports
  - NWA World Tag Team Championship (Amarillo version) (mit Art Nelson)

- World Wrestling Association
  - WWA World Tag Team Championship (6× mit Dick the Bruiser)

### Auszeichnungen
- Wrestling Observer Newsletter
  - Worst Tag Team (1984) (mit Baron von Raschke)

- World Championship Wrestling
  - WCW Hall of Fame (Class of 1994)

- Professional Wrestling Hall of Fame
  - Class of 2005 (mit Dick the Bruiser)